# Kosmaciv, Kostopil
Kosmaciv (în ucraineană Космачів) este un sat în comuna Pidlujne din raionul Kostopil, regiunea Rivne, Ucraina.

## Demografie
Componența lingvistică a localității Kosmaciv
     Ucraineană (98,25%)
     Rusă (1,75%)
Conform recensământului din 2001, majoritatea populației localității Kosmaciv era vorbitoare de ucraineană (98,25%), existând în minoritate și vorbitori de rusă (1,75%).